# 磷酸吡哆醛
磷酸吡哆醛（pyridoxal phosphate，PLP）是维生素B6的活性形式。这种维生素主要包括三种天然有机化合物：吡哆醛、吡哆胺与吡哆醇。磷酸吡哆醛参与催化的几种反应有：转氨基作用、α-脱羧作用、β-脱羧作用、β-消除作用、γ-消除作用、消旋作用以及羟醛反应。

## 作为一种辅酶
磷酸吡哆醛在所有转氨基作用反应以及一些氨基酸的脱羧与脱氨反应中充当辅酶的角色。磷酸吡哆醛的醛基与氨基转移酶中特定赖氨酸基团的ε-氨基之间形成希夫碱键（内部醛亚胺）。氨基酸底物中的α-氨基置换活性位点赖氨酸残基的ε-氨基。生成的外部醛亚胺变得去质子化而形成一个醌型中间体，后者转而在不同的位置上接受一个质子以形成一个酮亚胺。酮亚胺水解，使复合酶的氨基得到再生。

转氨基作用机制

除此之外，磷酸吡哆醛也是某些以不常见的糖（如过氧糖胺、脱氧糖胺）作为底物的转氨酶所需的辅因子。在这些反应中，磷酸吡哆醛与谷氨酸起反应，谷氨酸的α-氨基转移到磷酸吡哆醛上，生成磷酸吡哆胺（PMP）。磷酸吡哆胺接着转移它的氮到糖上，形成一个氨基糖。
磷酸吡哆醛参与的生化过程还有：
- β-消除反应，如丝氨酸脱水酶与GDP-4-酮-6-脱氧甘露糖-3-脱水酶（ColD）参与完成的反应[3]
- 血红素合成中的缩合反应
- 多巴 → 多巴胺
- 兴奋性递质谷氨酸 → 抑制性递质γ-氨基丁酸
- S-腺苷甲硫氨酸 (脱羧) → 丙胺（多胺的合成前体之一）
- 组氨酸 (脱羧) → 组胺

磷酸吡哆醛不参与赖氨酸分解代谢中的转氨反应。

## 磷酸吡哆醛的非典型例子
人们在肝脏中的糖原磷酸化酶上亦发现了磷酸吡哆醛，当胰高血糖素或肾上腺素发出信号时，此酶在糖原分解过程中使糖原降解。然而，此酶没有利用活性的醛基，取而代之的是利用磷酸吡哆醛上的磷酸基团以在反应中起作用。
尽管绝大多数依赖磷酸吡哆醛的酶都会通过活性位点上的一个赖氨酸残基与磷酸吡哆醛形成一个内部醛亚胺；而一些依赖磷酸吡哆醛的酶没有此赖氨酸残基，取而代之的是活性位点上的一个组氨酸。这样一来，组氨酸无法形成内部醛亚胺，并且因而这个辅酶无法以共价键的形式被拴到酶上。GDP-4-酮-6-脱氧甘露糖-3-脱水酶（ColD）是此类酶的一个例子。

## 生物合成
此物质由吡哆醛通过吡哆醛激酶的催化进行合成，其过程需要一分子的ATP。磷酸吡哆醛在肝脏中被代谢掉。